# 高登 (宋朝)
高登（11世纪？—1148年），字彦先，号东溪，宋朝漳州漳浦人。
宋徽宗宣和年间太学生。宣和七年（1125年），金兵南下时，与陈东等上书请求斩杀蔡京等六贼。次年，金兵围汴京，廷臣主和，夺种师道、李纲兵权，高登与陈东率军民数万诣阙上书，痛斥和议。被逐还乡。宋高宗绍兴二年（1132年）登进士第，廷对极言朝政之失，授富川主簿。召赴都堂审察，又上疏万言和《时议》六篇。被秦桧所忌，改知静江府古县，不屈豪强，不阿权贵，拒绝为秦桧父立祠。编管容州。他屡遭诬害，至死不屈。去世时五十余岁。撰有《东溪集》及《家论》、《忠辨》等篇。去世后五十年，朱熹奏请褒录，赠承务郎。